# Falling or Flying
Albums de Jorja Smith
Lost & Found
(2018)
Singles
1. Try Me
Sortie : 15 avril 2023
2. Little Things
Sortie : 11 mai 2023
3. Go Go Go
Sortie : 3 août 2023
4. Falling or Flying
Sortie : 30 août 2023

Falling or Flying est le deuxième album de Jorja Smith sorti le 29 septembre 2023.

## Liste des titres
| No  | Titre                          | Durée |
| --- | ------------------------------ | ----- |
| 1.  | Try Me                         | 3:33  |
| 2.  | She Feels                      | 3:12  |
| 3.  | Little Things                  | 3:24  |
| 4.  | Flights Skit                   | 0:17  |
| 5.  | Feelings (feat. J Hus)         | 3:57  |
| 6.  | Falling or Flying              | 3:24  |
| 7.  | Go Go Go                       | 2:25  |
| 8.  | Try and Fit In                 | 1:56  |
| 9.  | Greatest Gift (feat. Lila Iké) | 3:12  |
| 10. | Broken Is the Man              | 2:12  |
| 11. | Make Sense                     | 2:21  |
| 12. | Too Many Times                 | 2:38  |
| 13. | Lately                         | 2:07  |
| 14. | BT69 JJY                       | 0:25  |
| 15. | Backwards                      | 3:44  |
| 16. | What If My Heart Beats Faster? | 4:52  |

## Classements hebdomadaires
| Classement (2023)             | Meilleure place |
| ----------------------------- | --------------- |
| Allemagne (Media Control AG)  | 56              |
| Autriche (Ö3 Austria Top 40)  | 44              |
| Belgique (Flandre Ultratop)   | 22              |
| Belgique (Wallonie Ultratop)  | 16              |
| Écosse (OCC)                  | 5               |
| Espagne (Promusicae)          | 71              |
| France (SNEP)                 | 14              |
| Nouvelle-Zélande (RIANZ)      | 33              |
| Pays-Bas (Mega Album Top 100) | 23              |
| Royaume-Uni (UK Albums Chart) | 3               |
| Royaume-Uni (R&B Albums)      | 1               |
| Suisse (Schweizer Hitparade)  | 8               |